# Saint-Amand (Manche)
Saint-Amand település Franciaországban, Manche megyében. Lakosainak száma 2268 fő (2018. január 1.). Saint-Amand Précorbin, Torigni-sur-Vire, Biéville, Condé-sur-Vire, Giéville, Guilberville, Lamberville, Le Perron, Placy-Montaigu, Saint-Jean-d'Elle, Torigny-les-Villes és Condé-sur-Vire községekkel határos.

## Népesség
A település népessége az elmúlt években az alábbi módon változott:
| Lakosok száma | 2366 | 2351 | 2615 | 2292 | 2268 |
|               | 2013 | 2015 | 2016 | 2017 | 2018 |